# 서비스에이스
서비스에이스 주식회사(영어: SERVICEACE)는 SK텔레콤의 전화 응대 서비스 사업을 하는 전문 기업으로, 본사는 서울특별시 영등포구 문래로28길 25에 있다.

## 개요
서비스에이스는 2010년 6월 10일에 설립되었으며, SK텔레콤이 지분 100%를 소유하고 있다. 주요 사업으로는 SK텔레콤 및 SK브로드밴드의 유무선 고객을 대상으로 하는 콜센터 운영 및 통신 관련 상담 서비스가 있다. 2023년 12월 기준 매출액은 1,976억 원이며, 약 2,872명의 임직원이 근무하고 있다. 또한, 구성원의 성장을 위한 직급별 맞춤 교육 체계를 운영하고 있으며, 2024년에는 전용 교육 플랫폼 '에듀온(eduon)'을 기반으로 교육을 강화했다. 2015년부터 9년 연속 '가족친화기업' 인증을 획득했으며, 2024년에는 고용노동부 주관 '대한민국 일생활 균형 우수기업'으로 선정되었다.

## 같이 보기
- 서비스탑